# Apache Club de Mitsamiouli
El Apache Club es un equipo de fútbol de las Comoras que juega en la Primera División de las Comoras, la liga de fútbol más importante del país.

## Historia
Fue fundado el año 1972 en la ciudad de Mitsamiouli y es uno de los equipos que participa en la zona regional de La Gran Comora, la región más poblada de las Comoras, así como la que tiene más equipos en su primer nivel. Han sido campeones de la Primera División de las Comoras en 1 ocasión en el año 2009 en dos apariciones en las que han llegado a la triangular final. En ese mismo año también ganaron el título de copa, obteniendo el triplete en esa temporada.
A nivel internacional han participado en un torneo continental, la Liga de Campeones de la CAF 2010, en la cual fueron eliminados en la ronda preliminar por el Ferroviário Maputo de Mozambique.

## Palmarés
- Primera División de las Comoras: 1

2009
- Liga Regional de la Gran Comora: 2

2009, 2011
- Copa de las Comoras: 1

2009
- Copa Rapid Club: 1

2000
- Copa de l'Avenir: 1

2001
- Tournoi Adcs-Radio de Mitsamiouli: 2

2002, 2003

## Participación en competiciones de la CAF
| Temporada | Torneo                      | Ronda      | Club               | Casa | Visita | Global |
| --------- | --------------------------- | ---------- | ------------------ | ---- | ------ | ------ |
| 2010      | Liga de Campeones de la CAF | Preliminar | Ferroviário Maputo | 3-5  | 1-4    | 4-9    |

## Jugadores

### Jugadores destacados
- Mahamoud M'Changama
- Adinane Moumime
- Ahmed Radhab